# Cultura d'Erligang
La cultura d'Erligang (xinès tradicional: 二里崗文化, xinès simplificat: 二里岗文化, pinyin: Èrlǐgǎng Wénhuà) (1510 - 1460 aC) és una civilització urbana i arqueològica de l'edat del bronze a la Xina. El jaciment principal, la ciutat de Zhengzhou Shang, va ser descobert a Erligang, dins de la moderna ciutat de Zhengzhou, Henan, al 1951.

## Jaciments principals
La cultura es va centrar a la vall del riu Groc. En els seus primers anys, es va expandir ràpidament fins a arribar al riu Iang-Tsé. La cultura es va anar reduint gradualment des dels primers moments.

### Zhengzhou

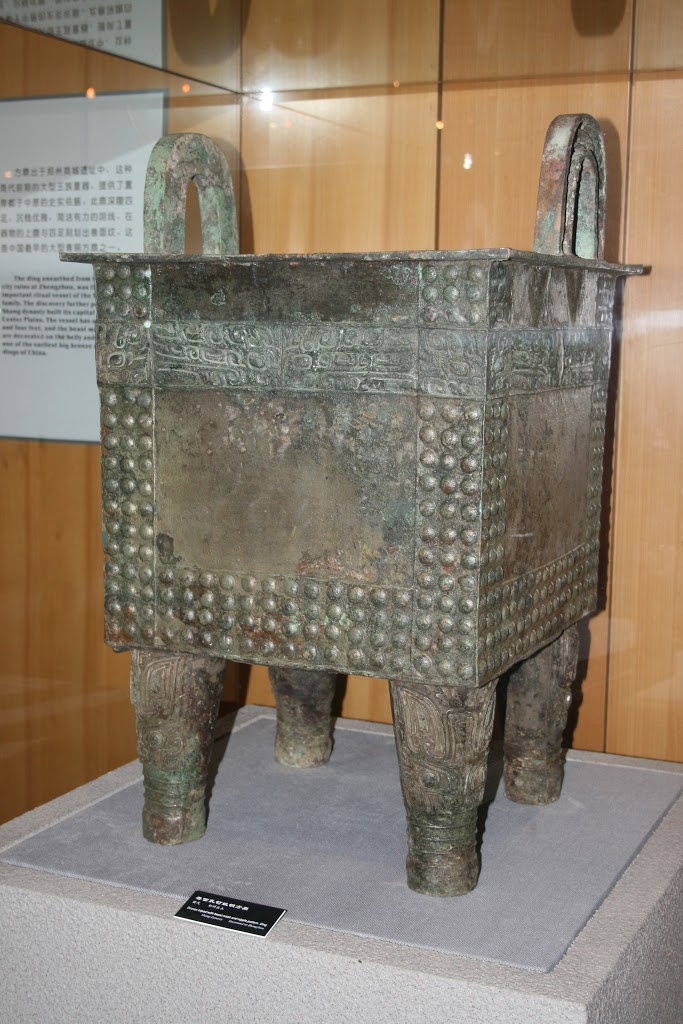
Fangding de bronze, jaciment de Zhengzhou, cultura d'Erligang. Museu Provincial de Henan

Investigacions posteriors van demostrar que el jaciment d'Erligang formava part d'una ciutat antiga envoltada per una muralla aproximadament rectangular amb un perímetre d'uns set quilòmetres. Les parets eren de construcció de tàpia, una tècnica que es remunta als jaciments neolítics xinesos de la cultura de Longshan (cap al 3000-1900 aC). S'ha estimat que les parets haurien tingut una amplada de 20 metres (66 peus) a la base, arribant a una alçada de 8 metres (26 peus). Es van situar grans tallers fora de les muralles de la ciutat, inclosos un taller d'ossos, un de ceràmica i dos tallers de vaixelles de bronze. La ciutat moderna s'assenta sobre les restes de la ciutat d'Erligang, cosa que fa impossible les excavacions arqueològiques. Per tant, la major part de la informació sobre la cultura prové de l'estudi d'altres llocs d'Erligang.

### Panlongcheng
El gran jaciment de Panlongcheng, al riu Iang-Tsé, a Hubei, és actualment el jaciment excavat més gran de la cultura d'Erligang. Va ser descobert el 1954 i excavat el 1974 i el 1976. Atès que a Zhengzhou li faltava accés als metalls locals del bronze, assentaments com Panlongcheng es van utilitzar probablement per assegurar recursos metàl·lics llunyans.

## Vaixelles de bronze
Els bronzes d'Erligang es van desenvolupar a partir de l'estil i les tècniques de la primerenca cultura d'Erlitou, centrada a 85 quilòmetres (53 milles) a l'oest de Zhengzhou. Erligang va ser la primera cultura arqueològica a la Xina que va mostrar un ús generalitzat de peces de fosa de bronze. Les vaixelles de bronze van ser molt més utilitzades i estilitzades que a Erlitou.

## Relació amb la història tradicional
Molts arqueòlegs xinesos creuen que l'antiga ciutat de Zhengzhou va ser una de les primeres capitals de la dinastia Shang esmentada a les històries tradicionals. No obstant això, molts estudiosos i arqueòlegs occidentals han assenyalat que, a diferència del posterior assentament d'Anyang, no s'han trobat registres escrits a Erligang que relacionin les restes arqueològiques amb la història oficial.